# Малатеста, Паола
Па́ола Анье́зе Малате́ста (итал. Paola Agnese Malatesta; около 1393, Пезаро, Синьория Пезаро — 28 февраля 1449 или ок. 1453, Мантуя, Маркграфство Мантуя) — аристократка из дома Малатеста, дочь кондотьера Малатеста IV, синьора Пезаро и Фоссомброне. Жена Джанфранческо, пятого народного капитана и первого маркграфа Мантуи; в замужестве — маркграфиня Мантуи.
Пользовалась большим влиянием на супруга, который доверял ей управление государством в своё отсутствие. Основала несколько церквей и монастырей клариссинок и францисканцев-обсервантов. Овдовев, поселилась в монастыре Святой Павлы в Мантуе, где жила, не принимая пострига, но завещала похоронить себя в монашеской рясе. В мартирологе францисканцев почитается как блаженная. Передала потомкам в доме Гонзага горб — генетический дефект, характерный для членов дома Малатеста.

## Биография

### Семья
Паола Аньезе родилась в Пезаро в семье Малатеста IV, синьора Пезаро, Фоссомброне, Тоди, Нарни, Йези, Градары, Орте и Акваспарты из дома Малатеста и Елизаветы да Варано, аристократки из дома Варано. Датой её рождения условно считают 1393 год. По линии отца она приходилась внучкой Пандольфо II, синьору Пезаро и Паоле Орсини, аристократке из дома Орсини. По линии матери была внучкой Родольфо II, синьора Камерино и Камиллы Кьявелли, аристократки из дома Кьявелли, синьоров Фабриано.
О детстве Паолы почти ничего не известно. Кроме неё у родителей было три сына — Галеаццо, Карло и Пандольфо и две дочери — Клеофе и Таддея. Большое влияние на формирование Паолы оказала личность отца, поэта и кондотьера, носившего прозвище «творца сонетов» (итал. Malatesta dei Sonetti) . Всю жизнь она поддерживала тесные отношения с родственниками и помогала им, чем могла.

### Брак и потомство
22 августа 1409 года в Пезаро был заключён брачный контракт между Паолой Аньнзе и Джанфранческо (1.6.1395 — 23.9.1444), пятым народным капитаном и синьором Мантуи из дома Гонзага. Союз продолжил традицию браков между двумя родами. Маргарита, покойная мать жениха, также происходила из дома Малатеста, синьоров Римини. Взамен приданого в размере пяти тысяч золотых флоринов Паола отказалась от прав на наследство. 18 января 1410 года в Мантуе состоялась церемония официального бракосочетания. Вскоре после свадьбы у Паолы появился сдвоенный герб, включавший гербы домов отца и мужа.
Несмотря на горбатость (Паола передала потомкам в доме Гонзага горб — генетический дефект характерный для членов дома Малатеста), и проблемы с приданым невесты, выплата которого длилась всю её жизнь, брак был счастливым. У супругов родились шестеро детей — четыре сына и две дочери:
- Лудовико (5.6.1412 — 11.6.1478), кондотьер, венецианский патриций, второй маркграф Мантуи с 1444 года под именем Лудовико III, 12 ноября 1433 года сочетался браком с Барбарой Бранденбургской (30.9.1422 — 7.11.1481), принцессой из дома Гогенцоллернов;
- Карло[итал.] (1413/1414 — 21.12.1456), кондотьер, венецианский патриций, синьор Луццары, Саббьонеты, Боццоло, Сан-Мартино-даль-Арджине, Гацуоло, Вьяданы, Гонзаги, Реджоло, Изолы-Доварезе и Ривароло с 1444 года, в 1437 году сочетался первым браком с Лючией Феррарской (1419 — 28.6.1437), принцессой из дома Эсте, в 1445 году сочетался вторым браком с Ренгардой Фаэнцской, аристократкой из дома Манфреди;
- Алессандро[итал.] (26.8.1415 — 16.1.1466), венецианский патриций, синьор Остиано с 1444 года, маркграф Кастель-Гоффредо, Кастильоне и Сольферино с 1444 по 1446 год, в 1446 году сочетался браком с Аньезиной Урбринской[итал.] (7.4.1431 — 1456), аристократкой из дома Монтефельтро;
- Маргарита[итал.] (1418 — 7.7.1439), венецианская патрицианка, в 1435 году сочеталась браком с Леонелло (21.9.1407 — 1.10.1450), маркграфом Феррары, синьором Модены, Реджо, Полезине и Гарфаньяны;
- Джанлючидо[итал.] (1421 — 11.1.1448), венецианский патриций, апостольский протонотарий, синьор Вольты, Каврианы, Черезары, Сан-Мартино-Гуснаго и Родиго с 1444 года, имел горб;
- Чечилия (1425 — 3.11.1451), венецианская патрицианка, монахиня-клариссинка в монастыре Святой Клары в Мантуе.

В 1423 году Паола и супруг пригласили в Мантую гуманиста Витторино де Рамбальдони, известного также под именем Викторина из Фельтре, который стал учителем и наставником их шестерых детей. Для этой цели они предоставили ему здание дома для танцев (итал. Ca’ Zoiosa), в котором гуманист основал школу. Все дети четы синьоров Мантуи получили хорошее образование.
Паола берегла мир в семье, и, при возникновении конфликтов между мужем и детьми, всячески содействовала их примирению. Так, её усилиями был восстановлен в правах наследования старший сын Лудовико, во время опалы которого, она не изменила доброго отношения к его супруге. Когда младшая дочь Чечилия выгодному замужеству с будущим герцогом Урбино предпочла жизнь монахини-клариссинки, чем вызвала гнев отца, Паола согласилась с её выбором и поддержала, но благословила на монашеский постриг только после смерти мужа. В обоих случаях маркграфиня опиралась на поддержку учителя своих детей, с которым её связала крепкая дружба.

### Владелица и маркграфиня
По свидетельству современников, Паола обладала острым умом и твёрдым характером. Она была рачительной хозяйкой и тщательно следила за всеми доходами и расходами семьи, о чём свидетельствуют сохранившиеся записи в её бухгалтерских книгах. Помогла мужу укрепить власть дома Гонзага в Мантуе. Ей удалось избавиться от влиятельной семьи Альбертини, члены которой были советниками её супруга. В 1413 году, в конфликте между партией во главе с Карло и Пандольфо Малатеста против про-императорской и анти-венецианской партии во главе с Карло Альбертини, народный капитан и синьор Мантуи был склонен принять сторону императора, чтобы получить титул маркграфа. Но 26 марта 1414 года неожиданно был раскрыт заговор во главе с семьёй Альбертини, которые намеревались изгнать семью Гонзага из Мантуи. После этого Джанфранческо отказался от советников и занял про-венецианскую позицию. Конфискованное им имущество заговорщиков укрепило финансовое положение дома Гонзага. Из полученных таким образом средств, синьор Мантуи выдал жене солидное вознаграждение в дукатах за помощь в раскрытии заговора.
С этого времени его единственным советником была Паола. Ей он доверял управление феодом, когда отлучался по военным и политическим делам в Венецианскую республику. Большим уважением в последней пользовалась и сама Паола, о чём свидетельствует торжественный приём устроенный в её честь сенатом Венецианской республики в Падуе.
Паола также содействовала установлению тесных отношений между Мантуей и Святым Престолом. При ней в 1414—1419 годах город посетили римские папы Иоанн XXIII и Мартин V. Ещё более тесными были отношения мантуанской синьоры с монахами-францисканцами. Паола содействовала распространению обсервации в монастырях ордена на территории мантуанской синьории. После встречи с Бернардином из Сиены, которая имела место в 1418 году в монастыре Святого Франциска в Мантуе, она основала в городе монастырь Тела Господня, передав его в ведение монахинь-клариссинок. Строительство монастыря велось с благословения папы Мартина V, который по этому поводу издал шесть булл. В это же время, рядом с обителью, она построила церковь Святой Павлы. По её приглашению Великим постом 1420 года в Мантуе проповедовал Бернардин из Сиены. Вслед за этим, Паола, получив ещё восемь булл, основала три монастыря монахинь-клариссинок и четыре монастыря монахов-францисканцев, придерживавшихся обсервации.
6 мая 1433 года указом императора Сигизмунда, который находился в Парме по дороге в Рим, Джанфранческо стал первым маркграфом Мантуи. Вслед за ним Паола получила титул мантуанской маркграфини.

### Поздние годы
В монастырь Тела Господня, который стал называться монастырём Святой Павлы по церкви при нём, она удалилась после смерти мужа в 1444 году. Сын, ставший преемником отца, выделил матери достойное ежемесячное содержание. В монастыре уже подвизалась её младшая дочь-монахиня. В последние годы жизни обострились её проблемы со здоровьем. Последняя запись о ней датируется весной 1452 года. Точная дата её смерти неизвестна. Сохранилась запись описи личного имущества Паолы в июле 1453 года, которая позволяет сделать вывод, что она умерла в Мантуе в самом начале 1453 года. Её похоронили в церкви Святой Павлы в монашеской рясе, согласно завещанию. В мартирологе францисканцев она почитается как блаженная. Хотя сама Паола не принимала монашество, праправнучка маркграфини, став монахиней в основанном ею монастыре Святой Павлы, при монашеском постриге взяла себе её имя.